# Hotel Estelar
El Hotel Estelar Cartagena de Indías y Centro de Convenciones es el edificio más alto de la ciudad de Cartagena de Indias. Se encuentra ubicado en la entrada del sector turístico de Bocagrande, tiene 202 m de altura distribuidos en 51 pisos. El edificio se encuentra dividido en dos partes independientes. La primera parte, entre los pisos 1 y 10 donde se encuentran los salones de convenciones y de exposiciones con diferentes tamaños y pequeñas zonas para eventos sociales de menor magnitud. En la segunda parte que funciona a partir del piso 11 se encuentra parte del hotel, en el piso 15 está ubicada la recepción de los huéspedes, un bar y un centro de negocios. En el piso 51 tiene un mirador con vista completa de la ciudad.